# Лингвистические детективы
Лингвистические детективы — научно-популярная книга российского лингвиста Н. М. Шанского. В книге представлены основы лексикологии, фразеологии, этимологии, правописания, орфоэпии, поэтики и лингвистического анализа художественного текста.

## Содержание
Книга состоит из небольших очерков, посвященных происхождению слов.
В разделе «Слова среди других слов» рассматриваются этимология, история ряда слов русского языка, происхождение междометий и слов, выросших из них (адью, айда, амба, баста, ату, ась, брр, брысь, ура, бис и др.), фразеологических оборотов (кануть в вечность, филькина грамота, притча во языцех, на Кудыкину гору и т. д.), географических названий (Волга, Житомир, Солигорск, Владимир и Познань и др.), собственных имен.
Раздел «Внутри слова» представляет собой собрание очерков о морфемном составе слов о различных приставках, суффиксах.
В разделе «Слово и художественный текст» проводится лингвистический анализ художественных произведений русской литературы XIX—XX веков. Автор разбирает язык и отдельные обороты речи М. В. Ломоносова, А. С. Пушкина, М. Ю. Лермонтова, Н. В. Гоголя, Н. А. Некрасова, С. А. Есенина, Б. Л. Пастернака.

## Издания
- Лингвистические детективы. — М.: Дрофа, 2002. — 524, [1] с.: ил., портр. — (Познавательно! Занимательно!) — ISBN 5-7107-4868-4[1]
- Лингвистические детективы. — М.: Дрофа, 2007. — 524, [1] с.: ил. — (Познавательно! Занимательно!) — ISBN 978-5-358-03870-7
- Лингвистические детективы. — М.: Дрофа, 2010. — 524, [1] с.: ил. — (Познавательно! Занимательно!) — ISBN 978-5-358-07644-0
- Лингвистические детективы: увлекательные рассказы из жизни слов. — 4-е изд., испр. — М.: Эксмо, Бомбора™, 2020. — (Русский без ошибок).